# 怪談乳房榎
怪談乳房榎（日语：／ Kaidan chibusa enoki */?）是日本落語家三遊亭圓朝創作的怪談。在報紙連載後，於明治21年（1888年）出版，之後多次改編為舞台劇、電影。

## 概要
愛慕繪師菱川重信之妻「阿關」的浪人磯貝浪江，成為重信的弟子。他接近阿關，以兒子的性命脅迫阿關發生關係得逞。不以為滿足的浪江殺害重信，吞併其財産，並且獨占阿關。重信的亡靈出現在因丈夫的死深受打擊，而無法分泌乳汁的阿關面前，告知松月院有會出乳的不可思議的榎，阿關以榎之乳養育的兒子・真与太郎最後殺死浪江為父報仇。

## 關連作品
- 『怪談乳房榎』（1917年、日活）
- 『怪談乳房榎』（1958年、新東寶）
- 『怪談乳房榎』（1969年、怪奇浪漫劇場、NET（現：朝日電視台））
- 『怪談乳房榎』（1993年、歌舞伎座）

## 關連項目
- 南藏院 (豐島區)
- 松月院

## 外部連結
- 怪談乳房榎 （页面存档备份，存于）